# Paul Cayard
Paul Pierre Cayard (San Francisco, 19 maggio 1959) è un velista statunitense.

## Biografia
In Italia è noto soprattutto per avere timonato Il Moro di Venezia nell'America's Cup del 1992. Il sindacato sostenuto dalla Montedison di Raul Gardini giunse fino alla finale, disputata a San Diego (in California), in cui fu sconfitto da America³ del magnate statunitense Bill Koch.
Nel 1995 è stato timoniere di Stars and Stripes di Dennis Conner, opposto a Team New Zealand, che riesce ad aggiudicarsi il trofeo. Successivamente, nella stagione 1997-1998, partecipa alla Whitbread, vincendo la competizione. Ciò gli consente di trovare gli sponsor che gli permettono di partecipare nella stagione 1999-2000 alla Louis Vuitton Cup con America One, giungendo sino alla finale persa per 5-4 contro Luna Rossa.
Nel 2007 Paul Cayard e Russell Coutts annunciano il lancio della World Sailing League, che si annuncia come la più importante competizione velica per catamarani a livello mondiale e che punta ambiziosamente a una concorrenza con l'America's Cup. Al team vincitore della World Sailing League verrà corrisposto un consistente premio in denaro pari a 2 milioni di dollari statunitensi. Venti equipaggi, che rappresenteranno altrettante nazioni, si sfideranno, mentre Cayard e Coutts, secondo le loro stesse dichiarazioni, saranno non solo organizzatori ma anche skipper impegnati in gara.
Lo stesso anno ha partecipato come commentatore tecnico per la trasmissione Forza Sette, dedicata allo svolgimento della Coppa America, in onda sulla rete televisiva LA7. Da novembre 2007 è direttore sportivo del team Desafío Español 2007 poi dal 2009-2012 era con Artemis Racing, Challenger of Record per la XXXIV America's Cup.